# اسلام ابوسلیمه
اسلام ابوسلیمه (عربی مصری: إسلام أبو سليمة؛ زادهٔ ۲۵ ژوئن ۱۹۹۳ یا ۱ ژانویهٔ ۱۹۹۳) یک بازیکن فوتبال مصری است. او در حال حاضر در باشگاه فوتبال المصری بازی می‌کند.